# Atlasspinnare
Atlasspinnare (Attacus atlas) är en av världens största fjärilar med en vingbredd på omkring 25 centimeter. Den hör till familjen påfågelsspinnare och förekommer i Sydostasien. Honan blir större än hanen och könen kan också skiljas åt på antennerna, hanen har betydligt större och yvigare antenner för att bättre uppfatta feromoner från honor. Vingarna är brunröda och vackert tecknade. Ett kännetecken är att det mitt på varje vinge finns en större, ljus och kilformad fläck. Det finns många beskrivna underarter som uppvisar variationer i färg och mönster. 
Som andra fjärilar genomgår atlasspinnaren fullständig förvandling och har fyra utvecklingsstadier, ägg, larv, puppa och imago. Honan lägger äggen på undersidan av blad. Äggen kläcks efter cirka 14 dagar eller något tidigare, beroende på temperaturen. Larven når i det sista larvstadiet en längd på 115 millimeter. Flera olika växtarter kan vara värdväxter åt larven, däribland äkta kanel, rambutan och arter i citrussläktet. 
Förpuppningen sker i en 7–8 centimeter lång kokong som hängs fast i vegetationen med en silkestråd och tar cirka fyra veckor. De fullbildade fjärilarna intar ingen föda och lever upp till två veckor.

## Bildgalleri

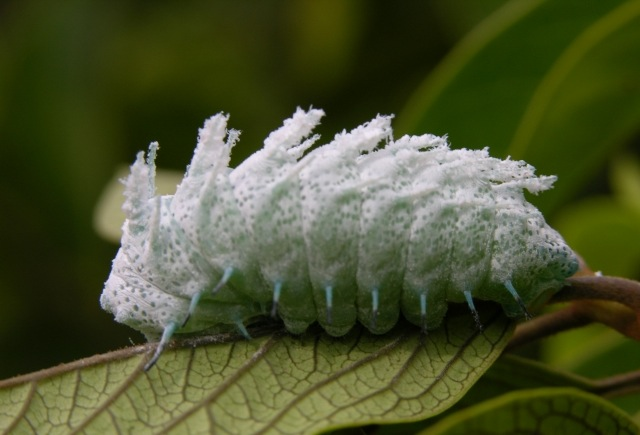
Larv
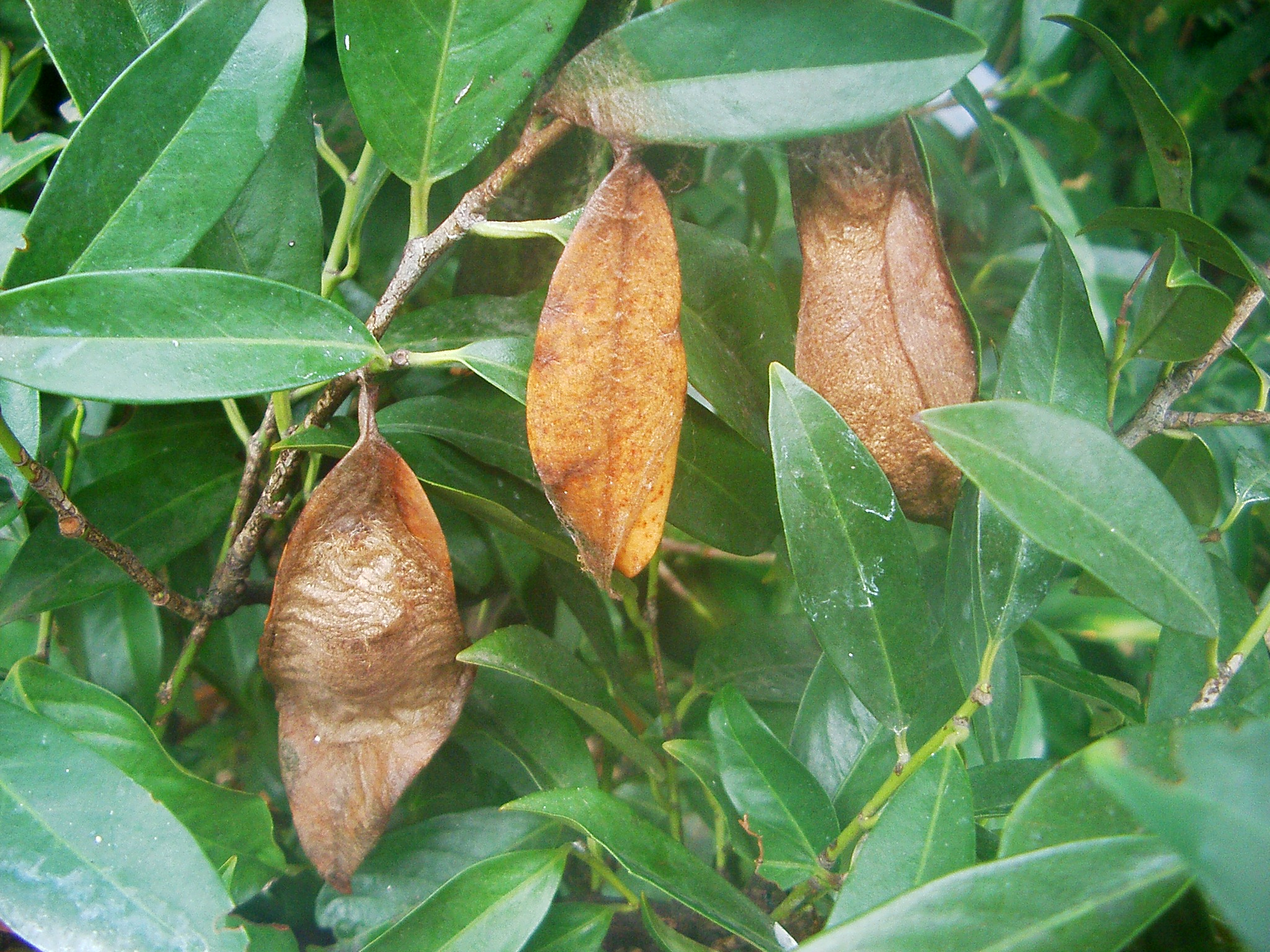
Puppor
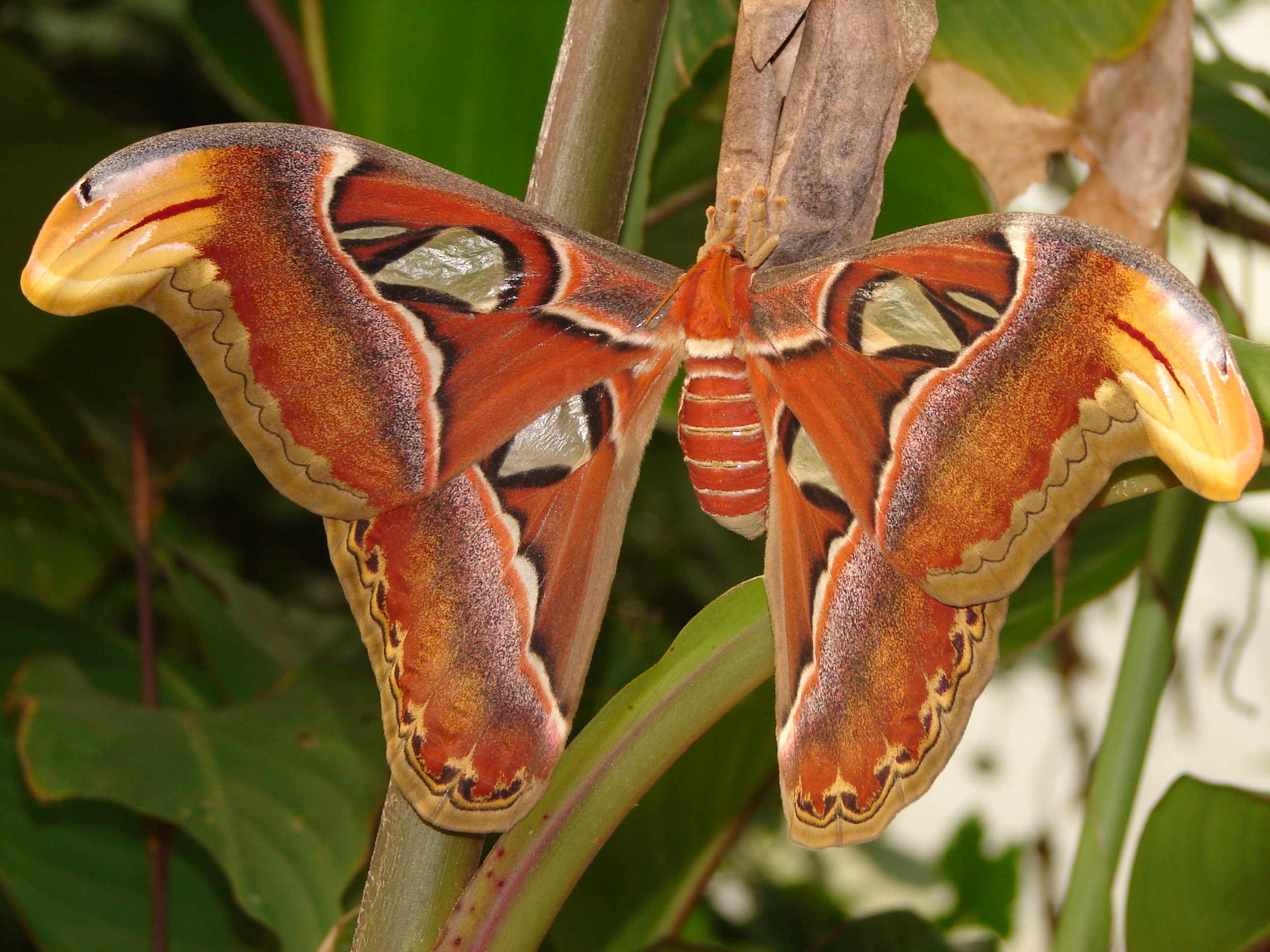
Imago